# Skanderborgs amt
Skanderborgs amt (danska: Skanderborg Amt) var ett amt på östra Jylland i Danmark. Utöver residensstaden Skanderborg omfattade amtet även städerna Horsens och Silkeborg.

## Administrativ historik
Skanderborgs amt bildades när Danmarks län ersattes av amt 1662 och ersatte då det dåvarande slottslänet Skanderborgs län.
Amtet upphörde i samband med amtsreformen 1793 då det blev en del av det då nybildade Århus amt. Redan 1824 bröts dock Skanderborgs amt ut och återupprättades som ett eget amt. 1867 blev det sedan på nytt en del av Århus amt, även om det trots detta ändå bibehöll ett eget amtsråd. 1942 bröts Skanderborgs amt åter ut igen och blev för tredje gången ett eget amt.
I samband med kommunreformen 1970 upphörde så amtet till slut då det delades mellan Vejle amt och Århus amt.
Den sydliga delen av amtet fördes till dessa fem kommuner i Vejle amt:
- Brædstrups kommun
- Gedveds kommun
- Horsens kommun
- Nørre-Snede kommun
- Tørring-Uldum kommun

Den nordliga delen fördes till dessa sju kommuner i Århus amt:
- Gjern kommun
- Hammel kommun
- Hørning kommun
- Ry kommun
- Silkeborgs kommun
- Skanderborgs kommun
- Thems kommun

Sedan kommunreformen 2007 tillhör området i sin helhet Region Mittjylland.

## Härader
Skanderborgs amt omfattade sex härader (danska: herreder):

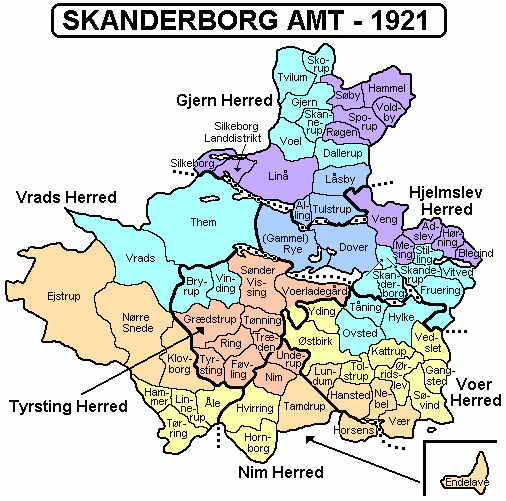
Karta över Skanderborgs amt med dess indelning i härader och socknar. De färgade ytorna anger kommuner bildade vid kommunreformen 1970. Kommuner markerade i blått eller lila hamnade efter reformen i Århus amt, medan de markerade i gult eller rött hamnade i Vejle amt.

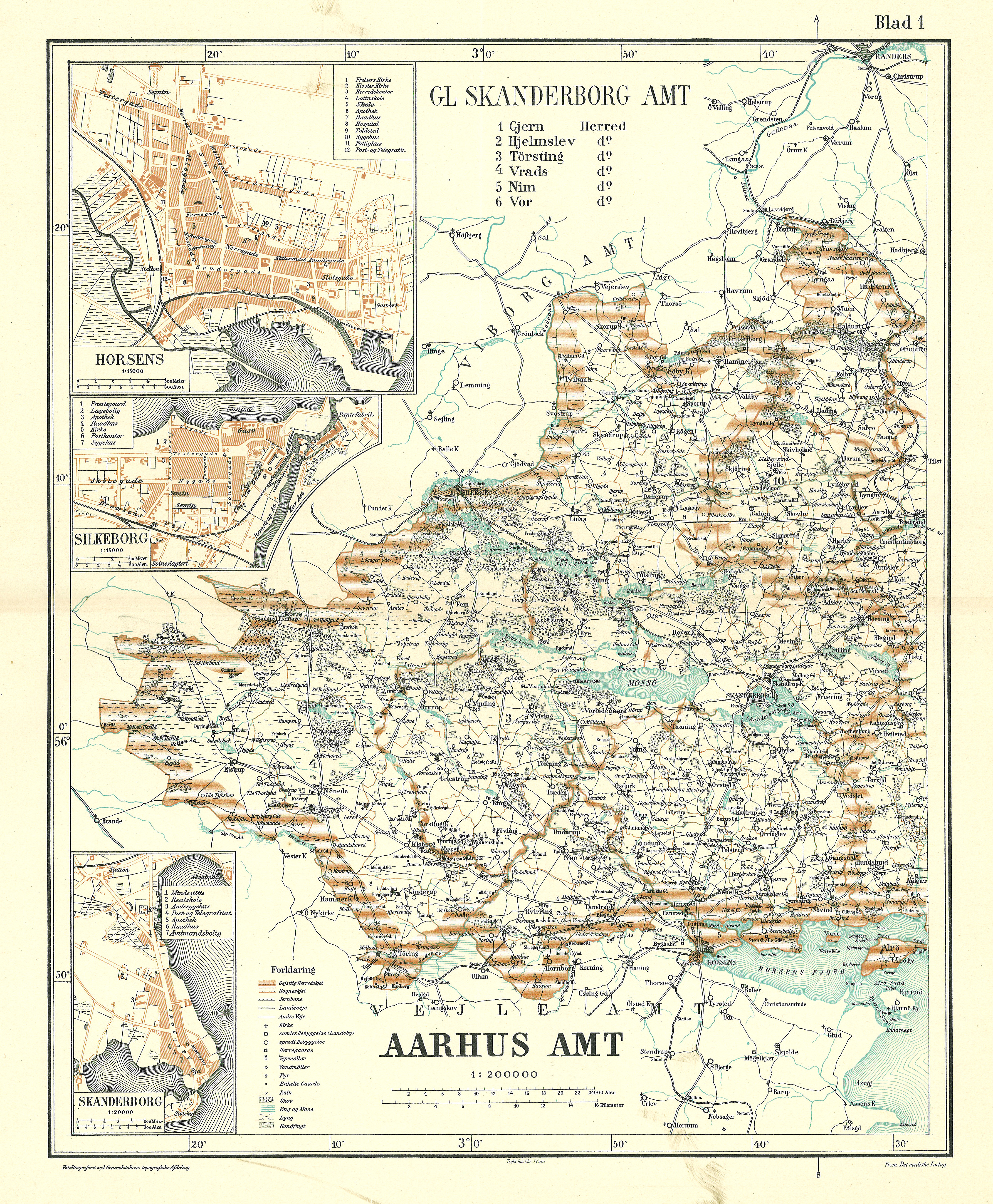
Skanderborgs amt omkring 1900, då en del av Århus amt.

- Gjerns härad
- Hjelmslevs härad
- Nims härad
- Tyrstings härad
- Voers härad
- Vrads härad

## Amtsmän
- 1848 – 1848: Torkild Christian Dahl